# Stadio Bloomfield
Lo stadio Bloomfield (ebr.: אצטדיון בלומפילד, Itztadion Bloomfield) è uno stadio di calcio di Tel Aviv, in Israele.
È intitolato ai fratelli Bernard M. Bloomfield e Louis M. Bloomfield, ebrei canadesi, filantropi dello sport nello Stato d'Israele.

## Storia

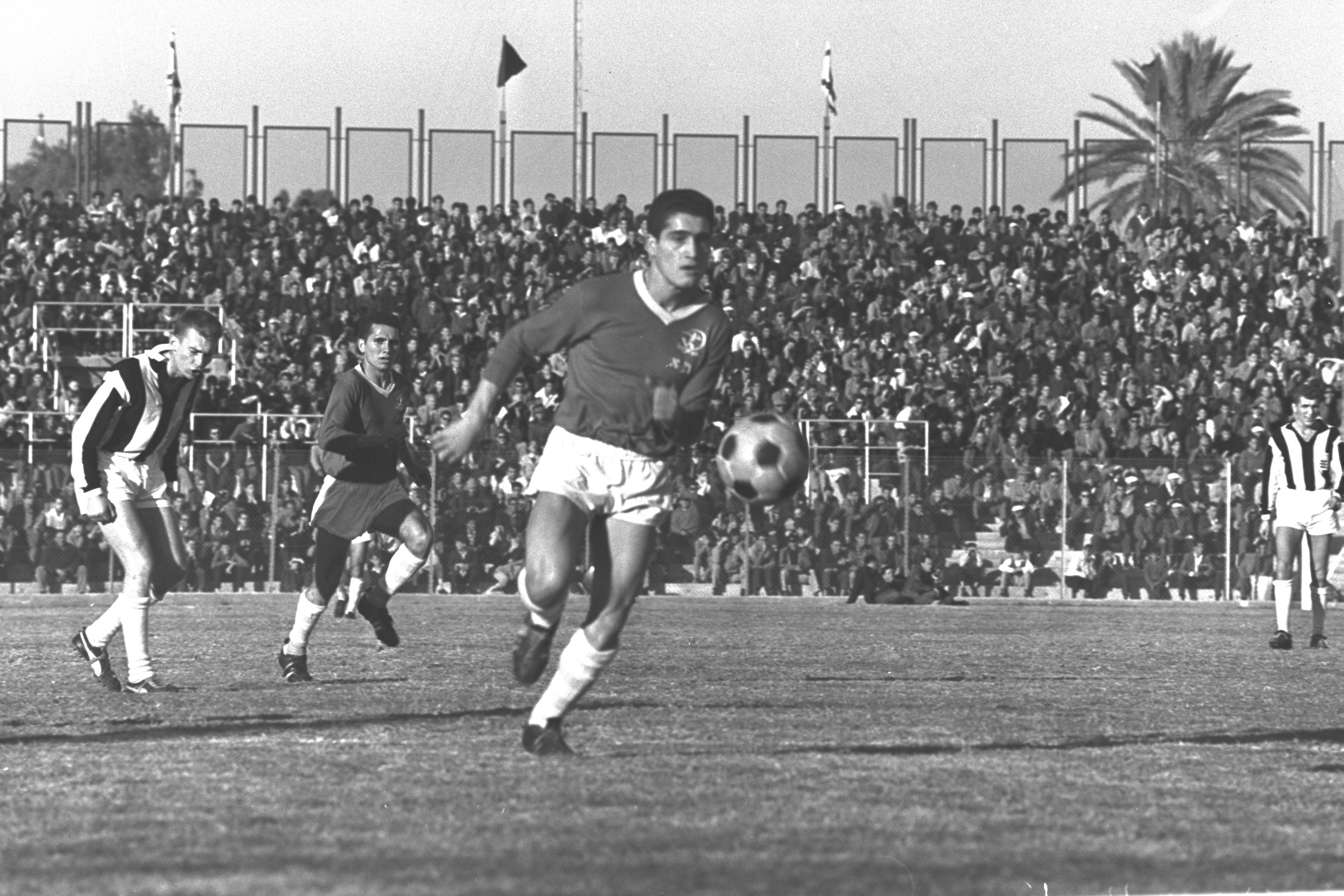
La partita inaugurale del 13 dicembre 1962 tra Hapoel Tel Aviv e Sportclub Enschede

Lo stadio Bloomfield fu edificato in luogo del vecchio stadio "Basa", all'epoca impianto casalingo dell'Hapoel Tel Aviv, grazie ai finanziamenti della Canadian Association of Labour Israel, ente creato dai citati fratelli Bloomfield e collegato all'organizzazione operaia sionista Histadrut.
Lo stadio fu inaugurato ufficialmente il 13 dicembre 1962 con un'amichevole tra l'Hapoel Tel Aviv e il club olandese dello Sportclub Enschede, anche se l'Hapoel Tel Aviv ne faceva già uso, per il campionato in corso, sin dalla prima partita casalinga contro lo Shimshon Tel Aviv, disputata il precedente 13 ottobre.

## Utilizzo
Per anni teatro casalingo delle partite principalmente dell'Hapoel Tel Aviv, lo stadio Bloomfield ospita, dal 2000, anche le gare interne del Maccabi Tel Aviv e, dal 2004, quelle del Bnei Yehuda.
Nei decenni passati fu utilizzato anche dal menzionato Shimshon Tel Aviv e da altri due club, oggi scomparsi: il Beitar Tel Aviv e il Maccabi Giaffa. Inoltre, dal 1986 al 1988, fu utilizzato anche dal Beitar Gerusalemme.
Nel 2010, grazie alla sua capienza di 15.700 posti, lo stadio Bloomfield è stato inserito dall'UEFA nella categoria 4 degli stadi, cosa che ha permesso alle compagini di casa di poter ivi disputare i confronti delle coppe calcistiche europee.
Nel 2013 l'impianto ha ospitato tre incontri del primo turno del campionato europeo di calcio Under-21 2013.
Dal 2016 al 2019 la struttura è stata sottoposta ad un rilevante intervento di ristrutturazione finalizzato ad aumentarne la capienza a 29.400 posti.
Nel 2021 ha ospitato la gara di Supercoppa di Francia vinta dal Lilla contro il Paris Saint-Germain.

## Galleria d'immagini

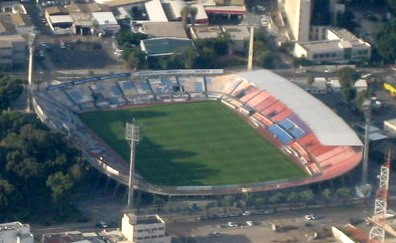
Veduta aerea
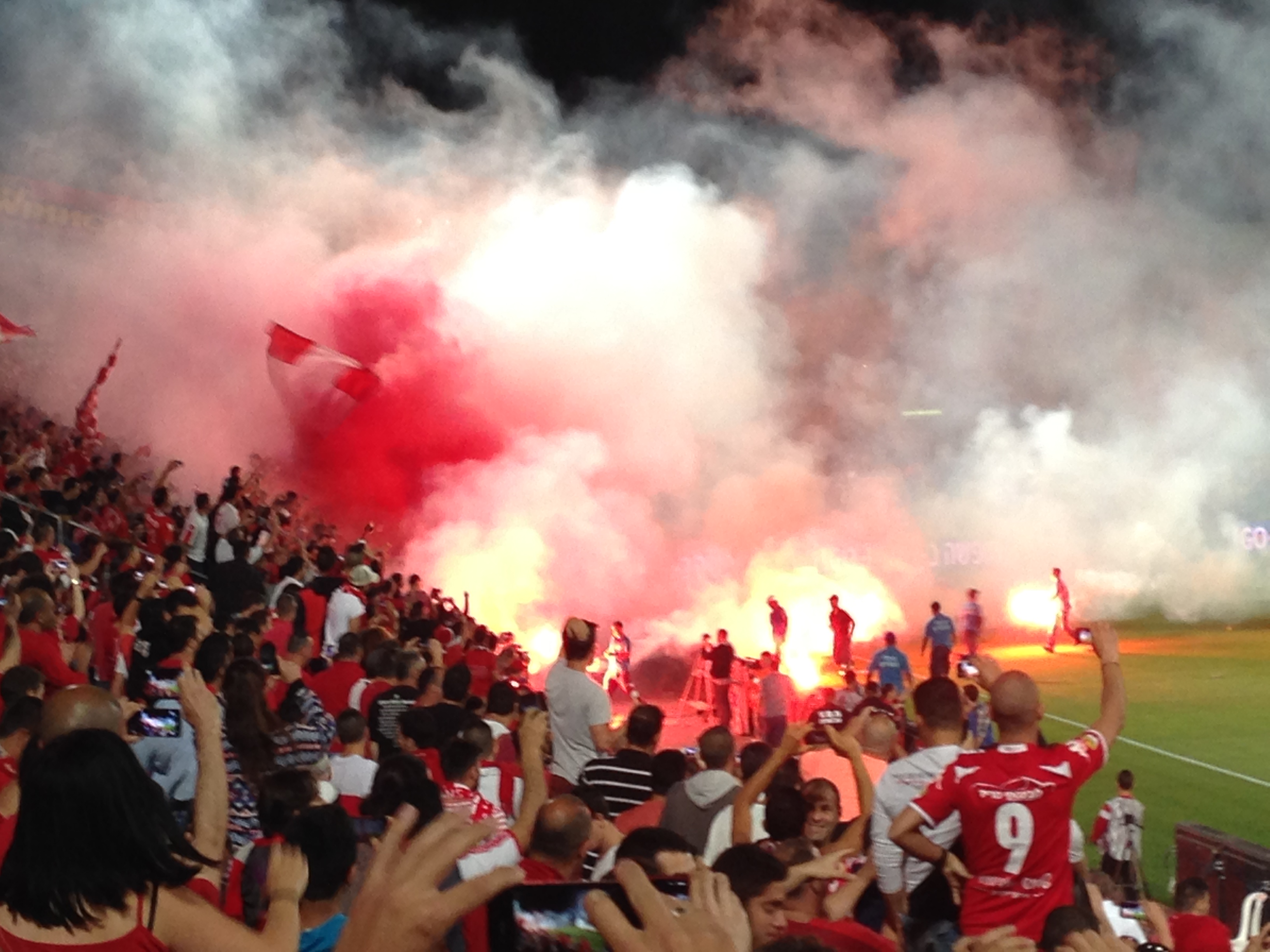
Tifoseria dell'Hapoel durante un derby contro il Maccabi
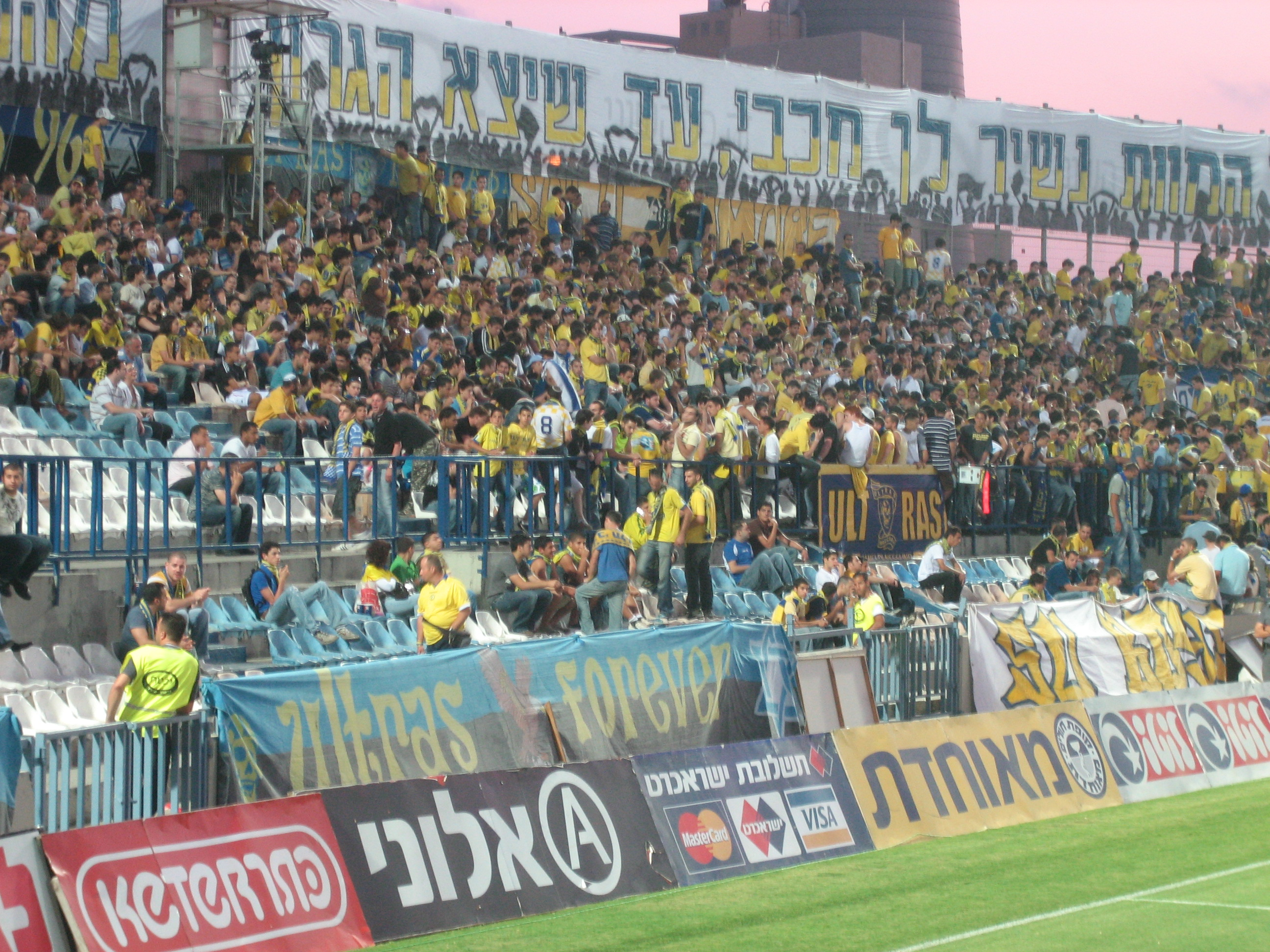
Tifoseria del Maccabi
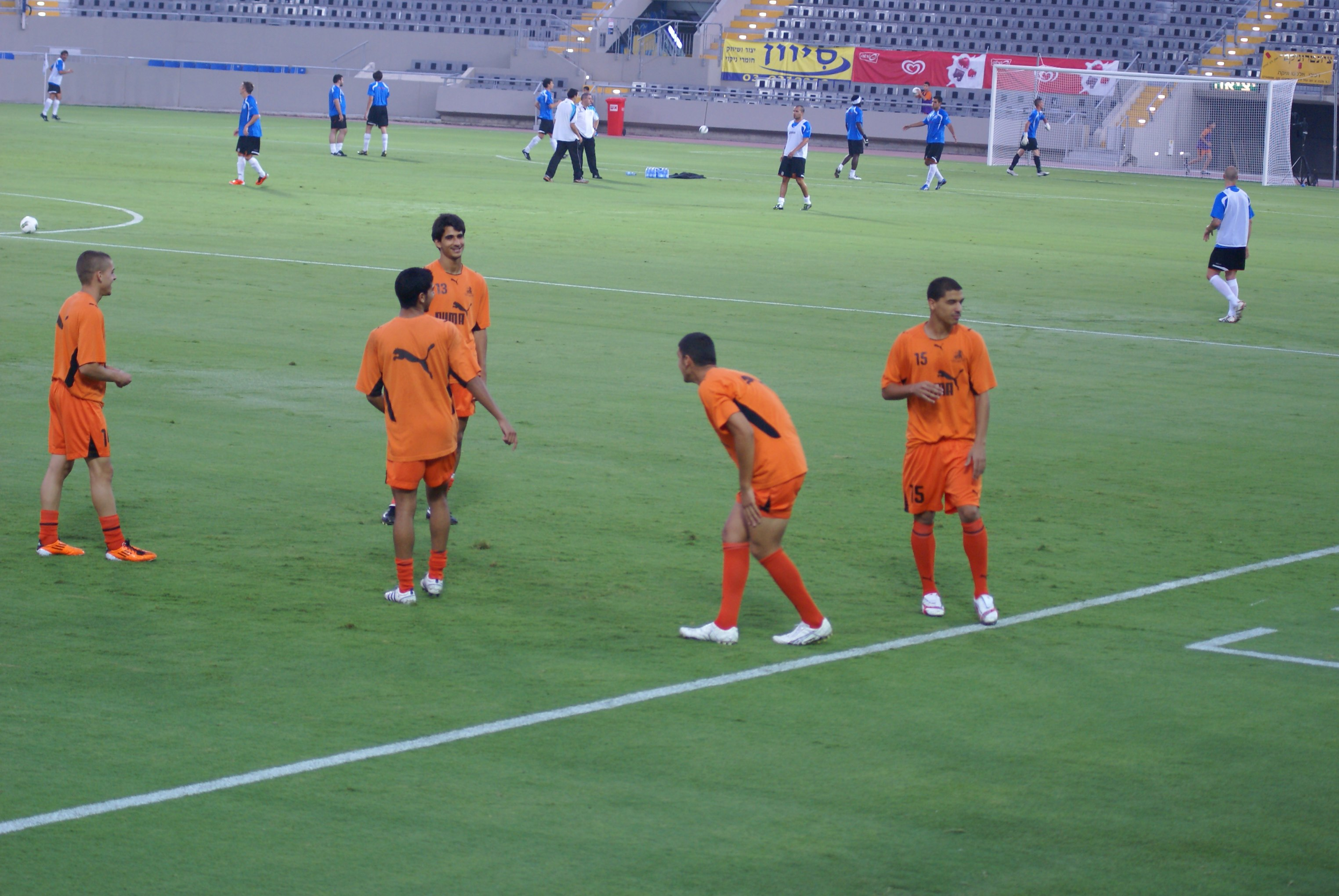
Calciatori del Bnei Yehuda in riscaldamento prepartita